# 미디버스 (동영상 관리 솔루션)
미디버스(midibus)는 2018년 3월 출시된 케이아이엔엑스의 동영상 관리 솔루션이다. 동영상 스트리밍 서비스 구축 및 운영에 필요한 기능들을 SaaS 형태로 통합 제공한다. 주 고객은 e러닝 기업이며 공연, 헬스 등 다양한 분야에 제공되고 있다.

## 기능

### 동영상 압축
불필요한 구간의 비트 전송률을 조정해 동영상 화질을 유지하면서도 용량을 줄인다.

### API
업로드, 인코딩, 미디어 목록, 플레이어, 분석/통계 API를 제공한다.

### 인코딩
GPU 그래픽 카드를 이용해 인코딩에 걸리는 시간을 단축한다.

### CDN
국내와 해외 ISP들이 연동된 CDN 네트워크를 기반으로 한다.

### 보안
DRM 인코딩과 디코딩을 통해 불법 유출 방지하는 DRM 보안을 제공한다.

### 플레이어
접근 제어, 캡처 차단, 워터마크 보안 등이 가능한 플레이어를 제공한다.

### 모바일SDK
안드로이드(4.4 이상)와 iOS(9.0 이상)를 지원하는 모바일 SDK를 통해 모바일 최적화가 가능하다.

### 스트리밍
지연 시간을 낮추는 CMAF(Common Media Applications Format) 방식의 스트리밍을 제공한다.

## 요금제

### 무료체험
회원가입을 통해 30일간 무료체험이 가능하다. 
- 포함사항: 전송량(50GB), 스토리지(10GB), GPU 인코딩(50시간), 배포 채널(1개), HTML5 플레이어, 기본 재생 보안, 재생 목록 등

### 비즈니스 요금제
기본요금이 월 20만 원인 요금제이다.
- 포함사항: 전송량(100GB), 스토리지(100GB), GPU 인코딩(100시간), 배포 채널(10개), HTML5 플레이어, 기본 재생 보안, 재생 목록, FTP 업로드 등

### 프리미엄 요금제
기본요금이 월 30만 원인 요금제이다.
- 포함사항: 전송량(100GB), 스토리지(100GB), GPU 인코딩(100시간), 배포 채널(10개), HTML5 플레이어, 기본 재생 보안, 재생 목록, FTP 업로드, DRM 보안, 플레이어 SDK 등

## 같이 보기
- 클라우드 컴퓨팅
- 서비스형 소프트웨어
- 콘텐츠 전송 네트워크